# Pole pszenicy ze skowronkiem
Pole pszenicy ze skowronkiem (hol. Korenveld met leeuwerik, ang. Wheat Field with a Partridge) – obraz Vincenta van Gogha namalowany latem 1887 podczas jego pobytu w Paryżu.
Nr kat.: F 310, JH 1274.

## Opis
Prosty motyw dał van Goghowi okazję do stworzenia dzieła o niezwykłym bogactwie wizualnym, stanowiącym osobiste przywołanie lata na wsi. Subtelne dzieło należy do najbardziej lubianych prac artysty. Przedstawia unoszącego się w powietrzu ptaka, między niebem a polem namalowanymi mistrzowskimi pociągnięciami pędzla. Obraz przez dziesięciolecia nosił tytuł Pole pszenicy ze skowronkiem, ale ostatnie badania ornitologiczne wykazały, że ptakiem przedstawionym na obrazie jest w rzeczywistości kuropatwa.
Obraz po śmierci van Gogha znalazł się posiadaniu jego brata Theo, a po jego śmierci – w rękach wdowy po nim, Johanny, a potem w posiadaniu ich syna Vincenta Willema. Od 1962 należy do Fundacji van Gogha a od 1973 znajduje się w Muzeum Vincenta van Gogha.
Obraz był wielokrotnie wystawiany w Holandii (po raz pierwszy w 1905) i na całym świecie (po raz pierwszy w Museum of Modern Art w Nowym Jorku w 1935); ostatnio (22 lutego – 10 kwietnia 2011) był wystawiany w Nagoya City Art Museum (Nagoja, Japonia) w związku z wystawą poświęconą van Goghowi.